# Рультитегін Іван Іванович
Іван Іванович Рультитегін (1924 — 1962, тепер Чукотський автономний округ, Російська Федерація) — радянський державний і політичний діяч, голова Чукотського окружного виконавчого комітету. Депутат Верховної ради СРСР 4—5-го скликань.

## Біографія
Народився в селянській родині. З 1939 року працював у колгоспі. Закінчив курси культурно-просвітницьких працівників.
З 1945 року — культмасовик, завідувач червоної яранги, інспектор Чукотського окружного відділу культурно-просвітницької роботи. Був слухачем Хабаровської крайової партійної школи.
Член ВКП(б) з 1947 року.
У серпні 1950 — березні 1954 року — інструктор Чукотського окружного комітету ВКП(б); секретар Чукотського окружного комітету КПРС.
У березні 1954 — серпні 1961 року — голова виконавчого комітету Чукотської окружної ради депутатів трудящих.
Помер у 1962 році.